# Ättestupan
Ättestupan är en svensk dramakomedifilm från 1997 i regi av Margit Eklund och Åke Hermanson.
Inspelningen ägde rum 1996 i Högboda i Värmland med Hermanson som fotograf. Den premiärvisades 31 januari 1997 på biograf Arenan i Karlstad och gavs ut på video samma år.
Filmen fick rikligt med beröm i den lokala Värmlandspressen.

## Handling
I den västvärmländska orten Älgbråten upprättar två arbetslösa personer en illegal EU-tull vid norska gränsen, varpå norrmännen får rätta sig efter Värmlands-EU:s hårda regler. Olga sympatiserar dock med norrmännen och byn blir centrum för både smuggeljakter och ett tyskt intresse för den lokala hemslöjden.

## Rollista
- Margit Eklund – Olga
- Staffan Ander	– Plutten
- Konrad Larsson – Deckar-Dick
- Lars Holmström – Nils-Ola
- Anita Andersson – Stina
- Kaj Werme – Spejar-Einar
- Barbro Jordell – guiden
- Göte Eriksson	– träsnidaren
- Tage Lundström – Late Sven
- Inge i Halla – smugglaren Espen
- Anders Pemer – Max, tysk
- Lennart Eberleh – Helmut, tysk
- Hans Pemer – Axel
- Ulla Pemer – servitris på Stinas Café